# 拉斯波恩山
71°39′S 64°48′W / 71.650°S 64.800°W
拉斯波恩山是南極洲的山峰，位於帕爾默地中部，處於古斯里奇冰原島峰以北7公里，屬於古滕科山脈的一部分，長26公里、寬7公里，在1974年由美國地質調查局繪入地圖。